# جيم بيرنز (كرة سلة)
جيم بيرنز (بالإنجليزية: Jim Burns)‏ مواليد 21 سبتمبر 1945 في ماكلينسبورو، هو لاعب كرة سلة أمريكي معتزل. بدأ مسيرته الاحترافية في سنة 1967. تم اختياره من قبل فريق شيكاغو بولز خلال الدرافت. يبلغ طوله 6 قدم 3 بوصة (1.9 م). اعتزل اللعب في 1968.

## روابط خارجية
- جيم بيرنز على موقع إن بي أي (الإنجليزية)
- جيم بيرنز على موقع سبورتس رفرنس (الإنجليزية)
- جيم بيرنز على موقع كلية كرة السلة في سبورتس رفرنس.كوم (الإنجليزية)
- جيم بيرنز على موقع ريلجم (الإنجليزية)
- جيم بيرنز على موقع بروبوليرز (الإنجليزية)